# Beatriz Luengo
Beatriz Luengo González (Madrid, 23 dicembre 1982) è un'attrice, cantante e ballerina spagnola.

## Biografia
Ha studiato alla scuola Juan Carlos Corazza e si è specializzata in canto, gli studi di danza li ha fatti alla Royal Academy of Dance dove ha studiato danza classica, Jazz, Funky e Flamenco.
Ha recitato in vari musical come La magia de Broadway I e II, Grease, Annie, Jekyll & Hyde, Hermana de sangre e Peter Pan.
La prima apparizione televisiva risale al 2000 in Pasiòn Adolescente, successivamente ha recitato in soap come Robles Investigador Privado, Policìas, Periodistas e El Comisario.
Dal 2001 entra a far parte del cast di Paso adelante, dove interpreta Lola Fernández.
Con gli altri protagonisti di Paso adelante crea il gruppo UPA Dance col quale vende più di 600 000 copie e di conseguenza ricevono il disco d'oro.
Sciolto il gruppo, intraprenderà la carriera da solista.
Vince l'European Border Brokers Awards durante il Midem Festival 2007 a Cannes.
Nell'estate del 2009, prestò la voce nella versione spagnola del film d'animazione Campanilla con il brano Se Llama Amistad. Tra il 2009 e il 2010 collabora con Yadam Glez al progetto Mestizaje. Ad inizio 2011 cambia casa discografica, passando a Sony Music Latin, annunciando l'uscita del nuovo singolo intitolato Como Tú No Hay 2.
Il 27 settembre 2011, il suo nuovo album Bela Y Sus Moskitas Muertas esce in Spagna, Italia, Stati Uniti, Argentina, America Latina e Svizzera. Nel disco vanta collaborazioni e duetti con Ziggy Marley (He prometido), Alejandro Sanz (uno dei produttori), Shaggy (Lengua), Yotuel Romero, il gruppo rap cubano Orishas (Como tu no hay 2 e Platos rotos) e Jesús Navarro del gruppo Reik (Ley de Newton). La canzone che apre il disco è Alguien, cover di Use somebody dei Kings of Leon.
Nel 2012 Dyland y Lenny incidono la canzone Sin ti assieme a Beatriz e a Pitbull.
Il suo disco Bela Y Sus Moskitas Muertas ottiene la nomination ai Latin Grammy Awards nella categoria Miglior album pop contemporaneo.
Da ottobre 2012 è direttrice dell'accademia del talent show Operazione Trionfo in Argentina. Nel 2013 è uscita la versione inglese di Como tu no hay 2 in cui duetta con Michael Franti.
Dal 2003 è legata sentimentalmente all'attore e musicista cubano Yotuel Romero, conosciuto sul set di Paso adelante, dove lui interpretava Pavél, con il quale spesso collabora sul lavoro. I due si sono sposati il 6 novembre 2008 e il 20 agosto 2015 è nato il loro primo figlio. L'11 aprile 2021 sono diventati nuovamente genitori di una bambina.

## Discografia
Da solista

### Album
- 2005: Mi Generación
- 2006: BL
- 2007: Hit Lerele (featuring Ivy Queen)
- 2008: Carrousel
- 2011: Bela Y Sus Mosquitas Muertas

### Singoli
- 2005: Mi Generación
- 2005: Go Away
- 2006: Hit Lerele
- 2007: Mai Yo lo
- 2008: Pretendo Hablarte
- 2009: Dime
- 2010: Se llama amistad
- 2011: Como Tú No Hay 2 (featuring Yotuel)
- 2012: Ley de Newton (featuring Jesús Navarro)
- 2012: Lengua (featuring Shaggy)
- 2012: Sin Ti (I don't want to miss a thing) (featuring Pitbull, Dyland & Lenny)
- 2012: Platos rotos (featuring Yotuel)
- 2013: Halleluja
- 2013: Chicas de revista
- 2014: Quítatelo (featuring Alejandra Guzmán)
- 2016: Más que suerte (featuring Jesús Navarro)
- 2017: Te echo de menos (featuring Leonel García)
- 2018: Aquí te espero (featuring Carlos Rivera)
- 2018: Caprichosa (featuring Mala Rodríguez)
- 2018: Postureo
- 2019: Si un dia vuelves (featuring Abel Pintos)
- 2019: Delito

## Filmografia

### Cinema
- Trilli e il tesoro perduto (Tinker Bell and the Lost Treasure), regia di Klay All (2009) - voce
- Fast & Furious 8 (The Fate of the Furious), regia di F. Gary Gray (2017) - interprete "Cuba Isla Bella", colonna sonora

### Televisione
- Periodistas - serie TV, 1 episodio (2000)
- Policías, en el corazón de la calle - serie TV, 1 episodio (2000)
- El comisario - serie TV, 2 episodi (2001)
- Robles, investigador - serie TV, 1 episodio (2001)
- Pasión adolescente, regia di Joaquín Llamas - film TV (2001)
- Paso adelante (Un paso adelante) - serie TV, 84 episodi (2002-2005)
- La hora de José Mota - serie TV, 1 episodio (2009)
- Paquita Salas - serie TV, 1 episodio (2018)
- Historias de UPA Next – serie TV, 1 episodio (2022)
- UPA Next – serie TV, 8 episodi (2022-2023)

## Doppiatrici italiane
- Rossella Acerbo in Paso adelante